# Depreciace
Depreciace je znehodnocení měny, oslabení měnového kurzu domácí měny vůči zahraničním měnám. Dochází k ní v zemích, které mají monetární (měnovou) politiku v režimu flexibilního měnového kurzu (někdy také označován jako floating). V takovém režimu autority neudržují ani nemění hodnotu měny. K depreciaci tak dochází samovolně, na rozdíl od devalvace, nebo revalvace, které jsou důsledkem monetární politiky v režimu fixních kurzů.
Depreciace může vzniknout vysokou inflací, rozdílnými úrokovými sazbami, politickou nestabilitou, nebo nejistotou u investorů. Při vysoké inflaci centrální banky zvyšují úrokovou sazbu, aby se předešlo depreciaci měny. Vysoká inflace zvedne cenu exportů, což vede k nižšímu vývozu, jelikož obchod je kvůli vysokým cenám méně atraktivní pro ostatní země, obchodní deficit se zvětšuje a to napomáhá k depreciaci měny.
Důsledkem depreciace může být růst exportu v zemi, jelikož produkty a služby v dané zemi jsou levnější a atraktivnější pro ostatní státy.
Především v otevřené ekonomice, znehodnocení měny v jedné zemi může značně ovlivnit hodnoty měn v jiných zemích. Depreciace se může šířit mezistátně, je to způsobeno stejným zbožím a službami na různých trzích, které jsou propojeny monetární a fiskální politikou. Pokud je v zemi nižší vývoz než dovoz a je tu vysoká inflace, pak tu dochází i k depreciaci měny. Tahle depreciace ale časem může zlepšit export v zemi, jelikož nižší ceny v porovnání s jinými státy je atraktivní pro obchod.
Nevýhodou ale je, že měna se může dál nekontrolovaně a nepředvídavě znehodnocovat. Proto investovat v zemi, kde je depreciace, bývá riskantní. Investor může nečekanou depreciací ztratit velkou část své investice, v takovém případě by ze země odešli a měnu by to ještě víc oslabilo.

## Příklad
Pokud bude měnový kurz české koruny vůči euru 1 € = 25 Kč, tak při změně na 1 € = 27 Kč dochází k oslabení české koruny vůči euru a také k posílení (apreciaci) eura k české koruně. Naopak v případě, kdy by se měnový kurz změnil na 1 € = 23 Kč, dojde k posílení české koruny vůči euru a k oslabení eura vůči české koruně.

### Oslabení turecké měny
Turecká měna, lira, v srpnu 2018 ztratila více než 20 % své hodnoty proti americkému dolaru. Investoři se báli, že turecké firmy nebudou schopny splatit půjčky vzhledem ke stále se snižují hodnotě liry. Turecko mělo mnoho dluhů v jiných státech a jak jejich měna dál oslabovala, bylo čím dál víc těžší a dražší splácet tyto dluhy, což vedlo k větší depreciaci liry.
Dalším důvodem bylo zavedení cla Donaldem Trumpem na tureckou ocel a hliník a to navíc v době, kdy turecká lira již zažívala strmý pád. Americko-turecké vztahy se zhoršily kvůli sporům ohledně politiky na území Sýrie a kvůli zadržení amerického pastora Andrewa Brunsona. Trump o uvalení cel informoval na svém twitterovém účtu, hned po zveřejnění turecká měna lira prudce klesla na hodnotě. Turecký prezident, Recep Tayyip Erdogan, oznámil veřejnosti, že Turecko by mělo snížit úrokové sazby a byl proti zvýšení úrokových sazeb, tato zpráva však byla dalším důvodem oslabení měny. Centrální banka uměle držela nízké úrokové sazby a nevyrovnávala je k vysoké inflaci, tudíž tlak na liru se dál zvětšoval.
Až v září 2018 se turecká centrální banka rozhodla zvýšit úrokové sazby, a to z 17,75 % na 24 %. Tento krok vedl k více stabilní ekonomice a bojuje s inflací v zemi.
V roce 2020 Turecko znova postihla měnová krize a lira opět oslabuje. To je způsobeno především tureckou politikou na Středním východě. V říjnu 2020 se hodnota liry dostala na historické minimum. Lira ztratila 26 % své hodnoty v roce 2020 a více nez 50 % oproti konci roku 2017.

## Politika a depreciace měny
Znehodnocení měny může být i ovlivněno politikou. Státy, které mají oslabenou měnu mají levnější ceny zboží a tudíž prosperují víc na trhu.

### Obchodní válka mezi USA a Čínou
V roce 2015 byl Peking obviněn Donaldem Trumpem, že manipulují svojí měnou, juan, když v srpnu poklesla domácí měna v Číně. Taková devalvace měny Pekingem by pomohlo Číně zvýšit obchodní přebytek s USA.
Oslabený juan činí zboží z Číny levným a poškozuje zahraniční konkurenty.
USA reaguje zavedením cla na dovoz, kterého roční hodnota dosahuje 300 miliard USD, a na solární panely a to ve výši 25 %.
Peking však tvrdil, že znehodnocení juanu je způsoben tržními silami a slíbila, že se bude snažit stabilizovat svoji měnu, dál ji už nedovolit oslabit, udržovat ji na vyrovnané a rozumné úrovni.
Slabý juan znamená i riziko pro Čínu, jelikož může negativně ovlivnit již slábnoucí ekonomický růst v zemi. Zvyšuje totiž náklady na úvěry a podporuje odliv kapitálu ze země.
Obchodní válka mezi USA a Čínou byla zmírněna podepsáním první části obchodní dohody 15.1.2020, kde se Peking zavazuje nakupovat ve velkém americké zboží, americká cla na čínské zboží však nebyla zrušena, ta se zruší až podepsáním druhé části obchodní dohody.

## Určení míry budoucí depreciace
Předpovídání depreciací a apreciací měn je obtížné. V roce 1983 Richard Meese a Kenneth Rogoff vydali práci, ve které uvádí, že jednoduchý statistický model náhodná procházka je nejlepším způsobem určení směnného kurzu, kurz se pro následující den stanoví pomocí dnešního směnného kurzu. Ekonomické výzkumy ukázali, že směnný kurz má tendenci se neodvíjet od obvyklých faktorů ovlivňující směnný kurz v ekonomických modelech.
V práci Charles Engel a Kenneth West z roku 2005, Exchange Rates and Fundamentals, došli k závěru, že se dá předpokládat stejné chování směnného kurzu a náhodné procházky. Je to dáno statistickými vlastnostmi a diskontním faktorem jednotlivce.
V roce 2002 byla publikována práce Charles Evans a Richard Lyons, kde ukazují jiný způsob určování míry depreciace. Informace o nabídce a poptávce na devizových trzích nám pomáhají lépe předvídat apreciaci a depreciaci než pomocí modelu náhodné procházky.

## Příčiny depreciace
Měnový kurz je určen na devizových trzích a je závislý především na vývoji nabídky a poptávky na tomto trhu. Rovnovážný měnový kurz se stanovuje stejně jako na kterémkoliv jiném trhu. K depreciaci dochází v případě, kdy je poptávka nižší než nabídka.
Depreciace se často týká zemí, které mají slabší ekonomiku, nekvalitní monetární politiku, vysoký schodek nebo vysokou míru inflace.
Nabídka a poptávka jsou z krátkodobého hlediska závislé na importu a exportu, mezinárodních transakcích, spekulacích na devizovém trhu a také na „dirty floatingu“ (Typ flexibilního měnového režimu, kdy si banka vyhradí právo zasahovat do výše kurzu, aniž by tohoto práva často využívala. Jedná se také o měnovou politiku České národní banky.)

#### Změna úrokové sazby
Investoři se vždy snaží hledat co nejvyšší výnos při konstantní míře rizika. Pokud v eurozóně poroste úroková sazba a v České republice se úroková sazba nezmění a ve výsledku bude nižší než v zemích ostatních, investoři začnou přesouvat svůj kapitál do zemí eurozóny, které budou mít vyšší výnos. Vzroste tak poptávka po euru a zároveň vzroste nabídka koruny. Současně klesne nabídka eur a klesne i poptávka po koruně. V důsledku změny nabídky a poptávky dojde k depreciaci koruny vůči euru a zároveň k apreciaci eura vůči koruně.

#### Změna míry inflace
Pokud v daném státě náhle dojde k nárůstu cen (a míry inflace), zboží se stane v důsledku této změny dražším vůči zahraničnímu. Poklesne poptávka po exportovaném zboží, což způsobí snížení výnosu z exportu a zároveň dojde k poklesu poptávky po domácí měně. V důsledku poklesu poptávky by došlo ke znehodnocení domácí měny vůči zahraniční, podobně jako v případě změny úrokové sazby.
Právě vysoká inflace v porovnání s ostatními zeměmi bývá často příčinou depreciace. Z dlouhodobého hlediska jsou nabídka a poptávka závislé také například na hospodářském růstu dané země.
K depreciaci může dojít i v souvislosti se změnou importů, a to v případě, že se zvýší cena dováženého zboží. Vzroste tak schodek státního rozpočtu a ten v některých případech může způsobit depreciaci domácí měny vůči měnám zahraničním.

#### Změna růstu nabídky peněz
Tato změna má vliv na úrokovou míru a inflaci. V důsledku zvýšení nabídky peněz tak dochází nejen ke zvýšení míry inflace ale také k poklesu úrokových sazeb, které vedou k depreciaci domácí měny, vůči měnám v zemích s nižší mírou inflace a vyšší úrokovou sazbou.

#### Očekávání obchodníků na devizových trzích
Depreciace může nastat také v případě, kdy velký počet obchodníků na devizovém trhu z určitého důvodu předvídá depreciaci (například získá informaci o možné vysoké míře inflace nebo o snížení úrokových sazeb) a rozhodne se prodat danou měnu. Očekávání se s časem mění a každý subjekt na trhu získává jiné informace, proto bývá měnový trh často velmi nestabilní a chaotický.

## Důsledky depreciace
Apreciace i depreciace má vliv na mezinárodní transakce státu, jelikož změna hodnoty měny změní i mezinárodní relativní ceny. Depreciací měny dojde ke snížení cen exportů pro rezidenty ostatních zemí a vývozy se tudíž stávají konkurenceschopnější, objem exportů se tedy zvýší a zisky vývozců narostou, jelikož náklady v domácí měně klesají vzhledem k vývozcovým příjmům, které jsou v měně cizí. Mezinárodní obchodní dohody se domlouvají na dlouhou dobu dopředu, proto dopady na vývoz a dovoz se vyvíjí postupem času a berou se v úvahu dlouhodobé změny ve směnných kurzech.
V zemi, ve které dojde k depreciaci měny se zboží importované stává relativně dražším ve srovnání se zbožím produkovaným v dané zemi. Tato změna může vést k rozhodnutí kupovat pouze produkty vyráběné v dané zemi, což vede k poklesu čistých importů.
| Pozitivní efekt                | Negativní efekt                                        |
| ------------------------------ | ------------------------------------------------------ |
| Vývozci                        | Spotřebitelé, kteří nakupují z dovozu                  |
| Domácí turistický průmysl      | Rezidenti, kteří tráví dovolenou v zahraničí           |
| Pracovníci v vývozním průmyslu | Firmy, které nakupují dovážené materiály               |
| Ekonomický růst                | Osoby s pevnými příjmy zasáhne rychle rostoucí inflace |
| Sníží se schodek běžného účtu  | Zahraniční vývozci a turistický průmysl                |

#### Kapitálové zisky a ztráty v důsledku depreciace
V důsledku depreciace měny se u rezidentů této země zvýší hodnota aktiv držených v cizí měně. Na druhou stranu se hodnota aktiv dané měny, kterou drží rezidenti ostatních zemí, sníží. Tyto změny jsou nazývány jako kapitálové zisky a ztráty.
Na začátku roku 2000 americký dolar zažil velkou depreciaci. Spojené státy si půjčovaly od ostatních, ale jejich dluh se nezvyšoval, jelikož oslabení dolaru znamenal kapitálový zisk pro USA a ztrátu pro ostatní. Tomuto se říká valuation effect (kurzovní rozdíly vyplývající z depreciace směnného kurzu).

#### Důsledky monetární politiky v režimu flexibilního měnového kurzu
V případě monetární expanze (zvýšení nabídky peněz) poklesne domácí úroková míra pod zahraniční. To povede k odlivu kapitálu a ke vzniku deficitu platební bilance. Domácí měna se tak znehodnotí. Depreciace z krátkodobého hlediska zvyšuje nominální hodnotu importů, což má za důsledek pokles čistých exportů. Jestliže je splněna Marshallova-Lernerova podmínka (tzn. součet elasticit poptávky zahraničních subjektů po exportech a poptávky domácích subjektů po importech je větší než jedna) za nějakou dobu po znehodnocení dojde k nárůstu čistých exportů. A to z důvodu, že se domácí produkce se pro zahraniční subjekty stává levnější v porovnání s jinými zeměmi.
Monetární restrikce (snížení nabídky peněz) vede k apreciaci.